# برایان کریستانته
برایان کریستانته (ایتالیایی: Bryan Cristante؛ زادهٔ ۳ مارس ۱۹۹۵) یک بازیکن فوتبال اهل ایتالیا است که برای باشگاه رم بازی می‌کند.

## آمار ملی

### بازی‌های ملی
تا تاریخ ۲۰ نوامبر ۲۰۲۳
| ایتالیا | ایتالیا | ایتالیا | ایتالیا |
| سال     | بازی    | گل      | پاس گل  |
| ------- | ------- | ------- | ------- |
| ۲۰۱۷    | ۱       | ۰       | ۰       |
| ۲۰۱۸    | ۵       | ۰       | ۰       |
| ۲۰۱۹    | ۱       | ۰       | ۱       |
| ۲۰۲۰    | ۲       | ۱       | ۱       |
| ۲۰۲۱    | ۱۳      | ۰       | ۰       |
| ۲۰۲۲    | ۷       | ۱       | ۱       |
| ۲۰۲۳    | ۹       | ۰       | ۰       |
| مجموع   | ۳۸      | ۲       | ۳       |

### گل‌های ملی
| شماره | تاریخ        | میزبان  | بازی ملی | حریف    | نتیجه | رقابت   |
| ----- | ------------ | ------- | -------- | ------- | ----- | ------- |
| ۱     | ۷ اکتبر ۲۰۲۰ | فلورانس | ۹        | مولداوی | ۶–۰   | دوستانه |
| ۲     | ۲۹ مارس ۲۰۲۲ | قونیه   | ۲۳       | ترکیه   | ۳–۲   | دوستانه |

## افتخارات
بنفیکا
- لیگ برتر پرتغال (۲): ۱۵–۲۰۱۴، ۱۶–۲۰۱۵
- جام اتحادیه پرتغال (۲): ۱۵–۲۰۱۴، ۱۶–۲۰۱۵

رم
- لیگ کنفرانس اروپا

ایتالیا
- جام ملت‌های اروپا: ۲۰۲۰